# Donatella Fioretti
Donatella Fioretti (* 1962 in Savona) ist eine italienische Architektin und Hochschullehrerin.

## Werdegang
Donatella Fioretti studierte bis 1990 an der IUAV-Universität Venedig und arbeitete anschließend bei Peter Zumthor und bei Léon + Wohlhage. 1995 gründete sie gemeinsam mit José Marquez und Piero Bruno das Architekturbüro Bruno Fioretti Marquez in Berlin, später in Lugano. Fioretti lehrte an der TU Berlin und seit 2017 an der Kunstakademie Düsseldorf. Von der Architekturprofessorin Uta Graff wurde sie 2019 als Gastkritikerin an die TU München eingeladen.
Am 19. Dezember 2022 wurde sie zur Rektorin der Kunstakademie Düsseldorf gewählt. Ihre Wahl wurde allerdings aufsichtlich nicht bestätigt und unterlag einer Nachprüfung. Das Wissenschaftsministerium des Landes Nordrhein-Westfalen annullierte schließlich die Wahl mit der Begründung, bei der Wahl habe ein Verfahrensfehler (Mangel bei der Herstellung der hochschulinternen Öffentlichkeit) vorgelegen, der den Wahlausgang entscheidend hätte beeinflussen können. Sie müsse daher wiederholt werden. Am 24. April 2023 wurde Fioretti in einem erneuten Wahlgang zur Rektorin gewählt. Im Senat der Akademie erhielt sie zehn Stimmen, bei zwei Enthaltungen und zwei Gegenstimmen.

## Bauten (Auswahl)
- Bibliothek Ebracher Hof, Schweinfurt[6]
- Mittelpunktbibliothek, Berlin-Köpenick[7]
- Kita (KIT), Karlsruhe
- Wohnanlage, Schillerpark
- Kindergarten, Cassarate
- Bürogebäude, Wesseling
- Neue Meisterhäuser am Bauhaus Dessau
- Umbau, Erweiterung und Sanierung des Schlosses Wittenberg

## Preise
- 2009: BDA Preis Berlin für Mittelpunktbibliothek, Berlin-Köpenick
- 2015: Hugo-Häring-Preis für Kita (KIT), Karlsruhe
- 2015: DAM Preis für Neue Meisterhäuser am Bauhaus Dessau
- 2017: Deutscher Ziegelpreis für Wohnanlage, Schillerpark* 2019: Deutscher Architekturpreis für Schlosses Wittenberg

## Publikationen
- als Herausgeberin mit Marc Benjamin Drewes, Simon Mahringer, Christoph Rokitta: Kitchen on the run. Berlin: Universitätsverlag der TU, 2016, ISBN 978-3-7983-2852-5.